# Myrciaria ibarrae
Myrciaria ibarrae  es una especie de planta en la familia Myrtaceae. Es un árbol o arbusto endémico de Guatemala que fue únicamente registrado en el departamento de Petén. Crece en selva de tierras bajas en asociación con Manilkara zapota, y puede alcanzar una altura de 10 m.